# Skærmhat-familien
Skærmhat-familien (Pluteaceae) er en familie i Bladhat-ordenen. 
| Slægter |

- Fluesvamp (Amanita)
- Amarrendia
- Chamaeota
- Limacella
- Skærmhat (Pluteus)
- Termitosphaera
- Torrendia
- Posesvamp (Volvariella)

| Svampe | Spire Denne artikel om svampe er en spire som bør udbygges. Du er velkommen til at hjælpe Wikipedia ved at udvide den. |